# Come Together Now
«Come Together Now» es una canción caritativa grabada por varios artistas como una iniciativa en beneficio a las víctimas del terremoto del océano Índico y del Huracán Katrina en el 2004 y 2005, respectivamente.

## Información
La canción fue escrita por la actriz Sharon Stone, junto a los compositores Denise Rich, Damon Sharpe y Mark Feist. La canción cuenta con la participación de 30 artistas, como The Game, Aaron y Nick Carter, Celine Dion, Mya, Joss Stone, Ruben Studdard y Wyclef Jean.

### Lista de canciones
Descarga digital
1. «Come Together Now» (Main Mix) — 4:37

CD Sencillo/Descarga digital.
1. «Come Together Now» (Main Mix) — 4:37
2. «Come Together Now» (No Rap) — 4:32
3. «Come Together Now» (Video)

## Artistas
| - Céline Dion - The Game - JoJo - Jesse McCartney - Nick Carter & A.J. McLean (Backstreet Boys) - John Legend - Joss Stone - Mya - Gavin DeGraw - Chingy - Wyclef Jean - Ruben Studdard - Stacie Orrico | - Kimberly Locke - Anthony Hamilton - Patti LaBelle - Natalie Code - Aaron Carter - Brian McKnight - Kelly Price - Angie Stone - Garu - Tren'l - Glenn Lewis - Lee Ryan (Blue) - RL Huggar |

## Posicionamiento
| Listas (2005)                        | Posición |
| ------------------------------------ | -------- |
| U.S. Billboard Adult Contemporary    | 39       |
| U.S. Billboard Hot 100 Singles Sales | 13       |